# Sophie Souwer
Anna Sarah Souwer (conocida como Sophie Souwer; Westervoort, 29 de junio de 1987) es una deportista neerlandesa que compite en remo. Su esposo, Martino Goretti, compite en el mismo deporte.
Ganó tres medallas en el Campeonato Mundial de Remo entre los años 2017 y 2019, y seis medallas en el Campeonato Europeo de Remo entre los años 2013 y 2019. Además, obtuvo una medalla de plata en el Campeonato Mundial de Remo en Sala de 2021.
Participó en dos Juegos Olímpicos de Verano, ocupando el sexto lugar en Río de Janeiro 2016 (ocho con timonel) y el séptimo en Tokio 2020 (scull individual).

## Palmarés internacional
| Campeonato Mundial | Campeonato Mundial        | Campeonato Mundial | Campeonato Mundial |
| Año                | Lugar                     | Medalla            | Prueba             |
| ------------------ | ------------------------- | ------------------ | ------------------ |
| 2017               | Sarasota (Estados Unidos) | Medalla de oro     | Cuatro scull       |
| 2018               | Plovdiv (Bulgaria)        | Medalla de bronce  | Cuatro scull       |
| 2019               | Ottensheim (Austria)      | Medalla de bronce  | Cuatro scull       |
| Campeonato Europeo |                           |                    |                    |
| Año                | Lugar                     | Medalla            | Prueba             |
| 2013               | Sevilla (España)          | Medalla de plata   | Cuatro scull       |
| 2015               | Poznań (Polonia)          | Medalla de plata   | Ocho con timonel   |
| 2016               | Brandeburgo (Alemania)    | Medalla de plata   | Ocho con timonel   |
| 2017               | Račice (República Checa)  | Medalla de plata   | Cuatro scull       |
| 2018               | Glasgow (Reino Unido)     | Medalla de bronce  | Cuatro scull       |
| 2019               | Lucerna (Suiza)           | Medalla de plata   | Cuatro scull       |

| Campeonato Mundial | Campeonato Mundial | Campeonato Mundial | Campeonato Mundial |
| Año                | Lugar              | Medalla            | Prueba             |
| ------------------ | ------------------ | ------------------ | ------------------ |
| 2021               | Sede virtual       | Medalla de plata   | 2000 m             |